# Liste von Messgeräten
Die hier angelegte Liste von Messgeräten ist sortiert nach Messgrößen und führt zugehörige Messgeräte auf. Soweit die Messung einzelner Größen in eigenen Artikeln zusammengefasst wird, sollen die dort benannten Messgeräte hier nicht erneut aufgelistet werden.

## A
- Abstand mit Wegsensor
- Atemalkohol mit Alkotester

## B
- Beleuchtungsstärke mit Belichtungsmesser, Fotozelle, Luxmeter, Spotmeter
- Beschleunigung mit Beschleunigungssensor
- Bestrahlungsstärke mit Radiometer
- Betriebsstunden eine Gerätes mit Betriebsstundenzähler
- Blindleistung mit Blindleistungsmessgerät
- Blutdruck am Menschen mit Blutdruckmessgerät
- Blutzucker mit Blutzuckermessgerät
- Bodenfeuchtigkeit mit Tensiometer

## D
- Dehnung mit Dehnungsmessstreifen
- Dichte von Flüssigkeiten mit Aräometer
- Drehzahl einer Welle siehe Drehzahlmessung, Drehzahlmesser
- Druck mit Druckmessgerät, Drucksensor
- Druck (Differenzdruck) mit Differenzdrucksensor, Ringwaage
- Druck (in der Medizin) mit Blutdruckmessgerät, Tonometer
- Durchfluss mit Durchflussmesser

## E
- Energie (elektrische) mit Energiezähler
- Entfernung siehe Entfernungsmessung, Tachymeter (Geodäsie)

## F
- Feuchtigkeit siehe Feuchtigkeitssensor
- Frequenz einer Wechselspannung mit Frequenzmesser, Oszilloskop
- Flugstrecken sehr kleiner Vögel während des Vogelzugs werden mittels eines Helldunkelgeolokators verfolgt.

## G
- Gehirnaktivität siehe Elektroenzephalografie (EEG)
- Geschwindigkeit siehe Geschwindigkeitsmessung
- Gewicht → Masse, Kraft
- Glasdickenmesser

## H
- Hautfeuchte mit Corneometrie
- Herzaktivität (in der Medizin) mit Elektrokardiogramm (EKG)
- Herzfrequenz mit Pulsoxymeter
- Höhe (über dem Meeresspiegel) siehe Höhenmessung
- Höhe (Wasserstand) mit Pegelmesser
- Höhenunterschied mit Tangentometer

## I
- Induktivität mit Wechselspannungsbrücke
- Isolationswiderstand mit Isolationsmessgerät

## K
- Kapazität (elektrische) mit Wechselspannungsbrücke
- Kohlendioxid-Gehalt in Ausatemluft mit Kapnometer
- Konzentration (Gas) mit Gassensor, Gaswarngerät
- Körpertemperatur vor allem von Menschen mit Fieberthermometer
- Kraft (Druck und Zug) siehe Kraftmessung, Kraftaufnehmer

## L
- Länge mit Endmaß, Gliedermaßstab (auch Zollstock, Meterstab), Greifzirkel, Hodometer, Hohlzirkel, Lineal, Kilometerzähler, Maßband, Messlatte, Messschieber, Messschraube, Pedometer (Schrittzähler), Kluppe, Feinzeiger, Stechzirkel
- Leistung (elektrische, mechanische, Strahlungs-) mit Leistungsmesser
- Leitfähigkeit (elektrolytische) mit Leitfähigkeitsmessgerät
- Lichtspektrum mit Spektroskop, Spektrometer, optischem Spektrometer
- Lotrichtung mit Lot, Wasserwaage
- Luftdruck der Atmosphäre am Messort mit Barometer, Barograph
- Luftfeuchtigkeit mit Hygrometer, Hygrograph, Psychrometer

## M
- Magnetische Flussdichte mit Magnetometer
- Masse mit Waage
- Masse von Atomen oder Molekülen mit Massenspektrometer
- Massefluss (in durchströmter Leitung) mit Durchflussmesser

## N
- Niederschlagsmenge mit Niederschlagsmesser, Regenmesser

## P
- Periodendauer mit Zähler
- pH-Wert mit pH-Meter

## R
- Rauschen mit Psophometer

## S
- Sauerstoffgehalt des Blutes mit Pulsoxymeter
- Schallpegel mit Schallpegelmesser
- Schräglage siehe Winkelmessung#Neigungsmessung
- Seismische Wellen mit Seismograph
- Sonnenscheindauer mit Sonnenscheinautograph
- Spaltmaß mit Fühlerlehre
- Spannung (elektrische) mit Spannungsmessgerät, Oszilloskop
- Spannung (mechanische) mit Dehnungsmessstreifen
- Spektrum (Frequenzverteilung) (optisch) mit Spektroskop, Spektrometer, optischem Spektrometer;  (elektromagnetisch und akustisch) mit Spektrumanalysator
- Staudruck mit Prandtlsonde
- Strahlung (empfangene ionisierende) mit Dosimeter, Geigerzähler oder Geiger-Müller-Zähler
- Streuparameter mit Netzwerkanalysator
- Stromstärke (elektrische) mit Strommessgerät

## T
- Temperatur mit Thermometer, Backofenthermometer, Bratenthermometer, Fieberthermometer
- Temperatur (berührungslos) mit Infrarotthermometer, Pyrometer
- Temperatur (elektrisch) mit Thermoelement, Widerstandsthermometer, Temperatursensor
- Temperaturänderung (Differenzmessung) mit Beckmann-Thermometer
- Tiefe (Fluss- oder Meerestiefen) mit Echolot, Tiefenmesser
- Transepidermaler Wasserverlust mit Tewameter

## V
- Viskosität (Zähflüssigkeit) mit Viskosimeter
- Volumen mit Volumenmessgerät, Volumenmessung
- Volumenfluss (in durchströmter Leitung) mit Ovalrad-Durchflussmesser, Turbinenrad-Durchflussmesser, Wasserzähler

## W
- Wärmemenge mit Kalorimeter
- Wasseraufnahme (Wasserdurchlässigkeit) mit Wassereindringprüfer
- Welleninterferenzen mit Interferometer
- Wellenlänge (bei Mikrowellen) mit Wellenmesser
- Widerstand (elektrischer, ohmscher) mit Widerstandsmessgerät
- Widerstand (Wechselstromwiderstand) mit Wechselspannungsbrücke
- Widerstandsänderung (Differenzmessung) mit Wheatstonesche Messbrücke
- Windgeschwindigkeit mit Anemometer
- Windrichtung mit Windfahne
- Winkel siehe Winkelmessung, Goniometer
- Wirkleistung mit Wirkleistungsmessgerät
- Wolkenuntergrenze mit Wolkenhöhenmesser

## Z
- Zeit (die aktuelle) mit Uhr
- Zeit (verstrichene) mit Stoppuhr